# Tarek Ebéné
Tarek Ebéné (* 24. August 1986 in Freiburg im Breisgau; auch Tarek K.I.Z oder nur Tarek) ist ein deutscher Rapper und Hip-Hop-Sänger. Er wurde als Gründungsmitglied von K.I.Z bekannt.

## Leben und Karriere

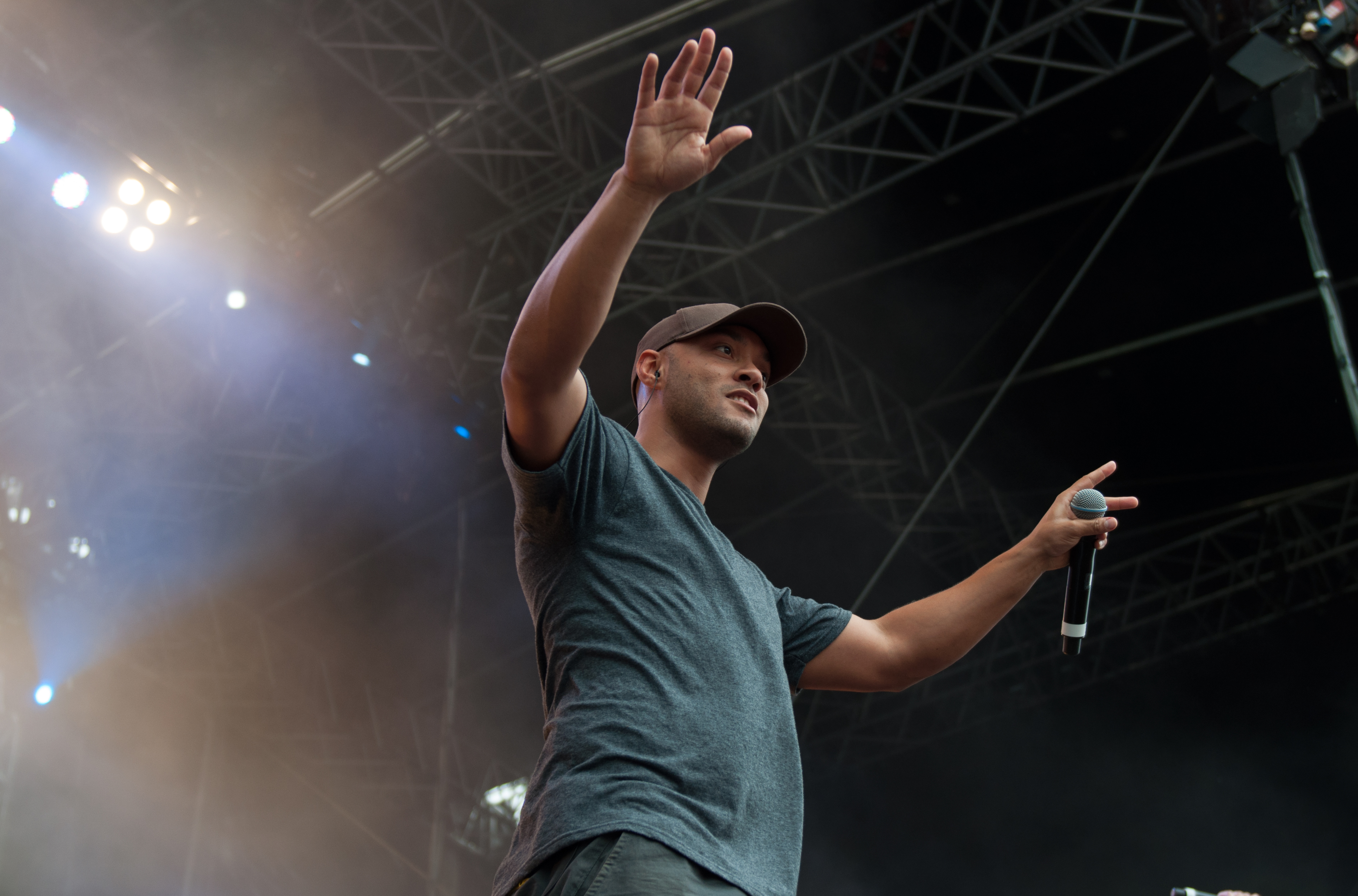
Tarek bei einem Auftritt von K.I.Z auf dem Vainstream Rockfest (2014).

Tarek Ebéné ist Sohn einer Deutschen und eines Kameruners und zog mit sechs Jahren mit seiner Mutter nach Valencia. Im Jahre 2000 kam er zurück nach Deutschland und lebte fortan bei seinem Vater in Berlin.
In seinen Texten bezeichnet er sich als Tarek oder Tarek K.I.Z, oft auch als der Nubische Prinz oder Skinhead Black. Er ist Gründungsmitglied der Berliner Hip-Hop-Formation K.I.Z, mit der er bislang sieben Studioalben veröffentlichte, von denen sich sechs in den deutschen und österreichischen sowie fünf in den Schweizer Albumcharts platzieren konnten. Zudem wurden zwei Alben in Deutschland mit der Goldenen Schallplatte ausgezeichnet. Daneben arbeitete er alleine überwiegend im Rahmen von Gastbeiträgen unter anderem mit Blokkmonsta, Kollegah, MC Basstard, MC Bogy, RAF Camora und einzelnen Mitgliedern der 187 Strassenbande zusammen.
Am 2. Oktober 2019 kündigte Ebéné über die sozialen Medien an, ein Soloalbum mit dem Titel Golem zu veröffentlichen. Er war damit das erste K.I.Z-Mitglied, das diesen Schritt ging. Die am 4. Oktober 2019 aus dem Album ausgekoppelte Single Kaputt wie ich stieg am 11. Oktober 2019 auf Platz 85 in die Deutschen Singlecharts ein. Das Album erreichte am 7. Februar 2020 auf Anhieb Platz eins der Deutschen Albumcharts.

## Diskografie
Alben
- 2020: Golem (Erstveröffentlichung: 31. Januar 2020)

EPs
- 2023: Wach seit Mittwoch (mit Drunken Masters)

Singles
- 2019: Kaputt wie ich (Golem; Erstveröffentlichung: 4. Oktober 2019)
- 2019: Ticket hier raus (Golem; Erstveröffentlichung: 25. Oktober 2019)
- 2019: Nach wie vor (Golem; Erstveröffentlichung: 29. November 2019)
- 2019: Bang Bang (Golem; Erstveröffentlichung: 20. Dezember 2019)
- 2020: Liebe (Golem; Erstveröffentlichung: 24. Januar 2020)
- 2022: Gorilla (Wach seit Mittwoch; Erstveröffentlichung: 4. August 2022; mit Drunken Masters; #6 der deutschen Single-Trend-Charts am 12. August 2022[7])
- 2022: Hartz 4 (Wach seit Mittwoch; Erstveröffentlichung: 8. September 2022; mit Drunken Masters)
- 2022: Oktoberfest (Erstveröffentlichung: 30. September 2022; mit Mehnersmoos; #2 der deutschen Single-Trend-Charts am 7. Oktober 2022[8])
- 2022: Fusion (Wach seit Mittwoch; Erstveröffentlichung: 4. November 2022; mit Drunken Masters & Longus Mongus)
- 2023: Geldbaum (Wach seit Mittwoch; Erstveröffentlichung: 24. Februar 2023; mit Drunken Masters)

Gastbeiträge und Kollaborationen
- 2006: Abendmahl (RB Nr. 1 Vol. 2 – Rock 'N' Roll; mit Big Derill Mack und Zett)
- 2006: Angst (RB Nr. 1 Vol. 2 – Rock 'N' Roll; mit Massimo)
- 2006: Kämpf (RB Nr. 1 Vol. 2 – Rock 'N' Roll; mit Jack Orsen und Tony Tone)
- 2006: Waffen der Frau (Juice CD Volume 62; LD Crew presents DGB & Orestes feat. Tarek K.I.Z)
- 2007: Berufsverkehr (187Beatz Streettape #1; B-Lash feat. Tarek K.I.Z)
- 2007: Ein Junge weint hier nicht (Alphagene; Kollegah feat. Slick One & Tarek K.I.Z)
- 2008: Besessen (Zwiespalt Grau; Basstard feat. Tarek K.I.Z)
- 2010: 3 gute Gründe (für ein Mord) (Mit der Maske; Blokkmonsta feat. Massimo & Tarek K.I.Z)
- 2010: Keine Wahl (Rap aus Berlin; Orgasmus & Mach One feat. Tarek K.I.Z & Tony D)
- 2010: Mörder Mörder (MC Basstard feat. Tarek K.I.Z)
- 2010: Yo (Remix) (Therapie nach dem Album; RAF Camora feat. Chakuza, D-Bo, JokA, MoTrip, Nazar, Silla, Tarek K.I.Z & Tua)
- 2010: 4 Sterne Deluxe (Artkore; Nazar & RAF Camora feat. Maxim K.I.Z, Tarek K.I.Z)
- 2011: Scarface Style (Verbales Kokain; MC Bogy & Medizinmann feat. Tarek K.I.Z)
- 2012: Reichtum (RAF 3.0; RAF 3.0 feat. Tarek K.I.Z)
- 2012: ULF Kiffersong (Moshroom; Mosh36 feat. AchtVier, Bonez MC, Herzog, Jom361, Orgi69, MC Bogy, Nockout86, Sa4 & Tarek K.I.Z)
- 2013: Maschine (Bis Dato; Sadi Gent feat. Tarek K.I.Z)
- 2013: 30-11-80 (30-11-80; Sido feat. Eko Fresh, Lakmann, Laas Unltd., Nazar, Frauenarzt, Manny Marc, Bushido, BK, Olli Banjo, Tarek K.I.Z, Smudo, Erick Sermon, MoTrip, Moses Pelham, Bass Sultan Hengzt, Afrob, Dokter Renz und B-Tight)
- 2013: Papa spritzt uns nass (Mama ich blute Hidden Track; The toten Crackhuren im Kofferraum)
- 2016: Schmetterling (Tiergarten; Terrorgruppe & Tarek Kannibale)[9]
- 2017: Ding Dong (Kohldampf; Maxwell feat. Tarek K.I.Z)
- 2019: Schwarzes Plastik (Hexeh; Nord Nord Muzikk feat. Tarek K.I.Z)
- 2020: Abendrot (Nonstop; The Cratez feat. Tarek K.I.Z)
- 2021: Onkelz Poster (Fliesentisch Romantik II; Finch Asozial feat. Tarek K.I.Z)
- 2023: Penalty (Jean-Cyrille feat. Tarek K.I.Z)
- 2024: Niederlande (Eden; Tua feat. Tarek K.I.Z)
- 2024: Partner in Crime (Off; Alligatoah feat. Tarek K.I.Z)
- 2024: Ohnmacht (100Angst; Bazzazian feat. Neromun & Tarek K.I.Z)

Autorenbeteiligungen
- 2021: Audio88 & Yassin – Fließbandjob[10]
- 2023: Céline feat. Paula Hartmann – 3 Sekunden[10]

## Auszeichnungen
- 2023: Polyton in der Kategorie „Text“ (3 Sekunden)[11]